# Anne-Marie Johnson
Anne-Marie Johnson (Los Angeles, 18 de julho de 1960) é uma atriz estadunidense.

## Filmografia
- ¨¨Smart Guy – conselheira de classe
- What's Happening Now (1985)
- Hollywood Shuffle (1987)
- I'm Gonna Git You Sucka (1988)
- In the Heat of the Night (1988) (TV) – Althea Tibbs
- Robot Jox (1990)
- Lucky/Chances (1990) mini
- The Five Heartbeats (1991)
- True Identity (1991)
- Strictly Business (1991)
- Why Colors? (1992)
- Spider-Man - Mousie (voz)
- Asteroid (1997) (TV)
- Down in the Delta (1998)
- Pursuit of Happyness (2006)
- Life/Drawing (2001)
- The Parkers (2001) (TV) – Lady Egyptian
- JAG (1997–2002) (TV) – Congresswoman Bobbie Latham
- Through the Fire (2002) (TV)
- Girlfriends (2003) (TV) – Sharon Upton Farley
- What I Like About You (2003) Mãe de Gary
- Hannah Montana (2006) (TV) – Coach
- That's So Raven (2006) (TV) – Donna Cabonna
- That's So Suite Life of Hannah Montana (2006) (TV) – Donna Cabonna
- Bones (2007) (TV)
- Tyler Perry's House of Payne (2007) (TV) – Liz Shelton (recurring role)
- NCIS Season 5 Episode 7 – Requiem (2007) (TV) –  Marine Col. Stacey Radcliffe
- The Secret Life of the American Teenager (2009) (TV)
- I'm in the Band (2010) (TV)
- Leverage (2011) (TV) – Darlene Wickett
- Raven's Home (2022) Donna Cabonna